# Critérium International 1990
Il Critérium International 1990, cinquantanovesima edizione della corsa, si svolse dal 24 al 25 marzo su un percorso di 308 km ripartiti in 3 tappe, con partenza a Pertuis e arrivo ad Avignone. Fu vinto dal francese Laurent Fignon della Castorama davanti ai suoi connazionali Gilles Delion e Jean-Claude Leclercq.

## Tappe
| Tappa  | Data     | Percorso                                | km    | Vincitore di tappa | Leader cl. generale  |
| ------ | -------- | --------------------------------------- | ----- | ------------------ | -------------------- |
| 1ª     | 24 marzo | Pertuis > Apt                           | 200,5 | Ron Kiefel         | Ron Kiefel           |
| 2ª     | 25 marzo | Sorgues > Cavaillon                     | 95,5  | Gilles Delion      | Jean-Claude Leclercq |
| 3ª     | 25 marzo | Avignone > Avignone (cron. individuale) | 12,5  | Vjačeslav Ekimov   | Laurent Fignon       |
| Totale | Totale   | Totale                                  | 308   |                    |                      |

## Dettagli delle tappe

### 1ª tappa
- 24 marzo: Pertuis > Apt – 200,5 km

| Pos. | Corridore        | Squadra | Tempo    |
| ---- | ---------------- | ------- | -------- |
| 1    | Ron Kiefel       | 7       | 5h20'40" |
| 2    | Sean Kelly       | PDM     | a 2"     |
| 3    | Laurent Jalabert | Toshiba | s.t.     |

| Pos. | Corridore  | Squadra | Tempo    |
| ---- | ---------- | ------- | -------- |
| 1    | Ron Kiefel | 7       | 5h20'40" |

### 2ª tappa
- 25 marzo: Sorgues > Cavaillon – 95,5 km

| Pos. | Corridore            | Squadra   | Tempo    |
| ---- | -------------------- | --------- | -------- |
| 1    | Gilles Delion        | Helvetia  | 2h44'17" |
| 2    | Jean-Claude Leclercq | Helvetia  | s.t.     |
| 3    | Laurent Fignon       | Castorama | s.t.     |

| Pos. | Corridore            | Squadra  | Tempo |
| ---- | -------------------- | -------- | ----- |
| 1    | Jean-Claude Leclercq | Helvetia |       |

### 3ª tappa
- 25 marzo: Avignone > Avignone (cron. individuale) – 12,5 km

| Pos. | Corridore        | Squadra   | Tempo  |
| ---- | ---------------- | --------- | ------ |
| 1    | Vjačeslav Ekimov | Panasonic | 15'05" |
| 2    | Julián Gorospe   | Banesto   | a 23"  |
| 3    | Miguel Indurain  | Banesto   | a 24"  |

| Pos. | Corridore            | Squadra   | Tempo    |
| ---- | -------------------- | --------- | -------- |
| 1    | Laurent Fignon       | Castorama | 8h20'43" |
| 2    | Gilles Delion        | Helvetia  | a 29"    |
| 3    | Jean-Claude Leclercq | Helvetia  | a 42"    |

## Classifiche finali

### Classifica generale
| Pos. | Corridore            | Squadra             | Tempo    |
| ---- | -------------------- | ------------------- | -------- |
| 1    | Laurent Fignon       | Castorama           | 8h20'43" |
| 2    | Gilles Delion        | Helvetia- La Suisse | a 29"    |
| 3    | Jean-Claude Leclercq | Helvetia- La Suisse | a 42"    |
| 4    | Julián Gorospe       | Banesto             | a 57"    |
| 5    | Rolf Gölz            | Buckler             | a 1'12"  |
| 6    | Stephen Roche        | Histor-Sigma        | a 1'28"  |
| 7    | Miguel Indurain      | Banesto             | a 1'32"  |
| 8    | Sean Kelly           | PDM-Ultima-Concorde | s.t.     |
| 9    | Tom Cordes           | Buckler             | a 1'41"  |
| 10   | Luc Leblanc          | Castorama           | a 1'57"  |